# ネオロマンスシリーズ
ネオロマンスシリーズ（Neo Romance series）は、コーエーテクモゲームス（旧コーエー（光栄））のゲーム開発チームであるルビー・パーティーが開発した女性向け恋愛ゲーム（乙女ゲーム）群の総称。1994年にアンジェリークシリーズを発売し、世界初の「女性向け恋愛ゲーム」というジャンルを新規開拓した。当時は『信長の野望』や『三國志』といった堅苦しい印象をもつ光栄のイメージアップにも貢献した。出演声優たちが集う毎年4回ほどのライブイベントが恒例行事となっており、2006年2月には台湾進出も果たした。
2016年時点で全シリーズの国内累計出荷数は250万本を超える。

## 作品
アンジェリーク
ネオロマンスシリーズ第1作。普通の女子高生だったアンジェリークが、宇宙を司る女王の後継者候補となり、女王に仕える守護聖（しゅごせい）という神秘的な雰囲気の9人の男性の力を借りながら女王を目指す内容。美麗なグラフィックやロマンチックに囁かれる恋愛イベントなどが、多くの女性プレイヤーの心を捉えた。
遙かなる時空の中で
ネオロマンスシリーズ第2作。異界の京に龍神の神子として召喚されてしまった主人公の少女が、元の世界に帰るため、八葉と呼ばれる8人の男性と共に京を鬼や怨霊から守る内容。前作から一転し、古代から大正の日本を思わせる世界を舞台とした和風SFファンタジー。
金色のコルダ
ネオロマンスシリーズ第3作。シリーズ初の現代日本を舞台とした作品。星奏学院の普通科の生徒、または音楽科に編入した主人公が、音楽の妖精に選ばれて音楽コンクールに参加する事になり、普通科・音楽科の生徒達や他校生と競い合う中で、恋愛や友情を育んでいく内容。クラシック音楽がモチーフ。
ネオ アンジェリーク
ネオロマンスシリーズ第4作。女学院に通う主人公が世界を救うために4人の男性とオーブハンターになり仲間とともに依頼をこなしていく内容。主人公名がアンジェリークシリーズと同じくアンジェリーク、キャラクターデザインが由羅カイリと共通点はあるが、世界観、登場キャラクターはまったく異なる。
ラブφサミット
ネオロマンス・ゲームノベル作品。6人のセレブと恋愛が楽しめる。ネオロマンスシリーズ初の携帯電話ゲームで、札幌の一部地域限定でワンセグアニメが放送された。
ミスプリ!
なかよしとのコラボレーション作品。主人公は4人の執事と共に「ミスプリンセスコンテスト」のグランプリを目指す。漫画も連載された。
下天の華
信長の野望シリーズ30周年記念作品。戦国時代を舞台とした作品。主人公はくのいちとなり、織田信長や羽柴秀吉との恋愛が楽しめる。

## ラジオ
ネオロマンス・Paradise
ネオロマンスシリーズ全般を対象としたラジオ番組。アール・エフ・ラジオ日本およびラジオ関西で2001年10月から2002年4月に放送された。パーソナリティは堀内賢雄、三木眞一郎。
ネオロマンス・Paradise Cure!
ネオロマンスシリーズ全般を対象としたラジオ番組。ラジオ大阪、文化放送で2003年7月から2004年3月に放送された。パーソナリティは堀内賢雄、三木眞一郎。
ネオロマンス・ライヴ HOT! 10 Count down Radio
ネオロマンスシリーズの楽曲をランキング形式で紹介しているインターネットラジオ番組。ランティスウェブラジオで2006年10月から2007年3月に放送された。パーソナリティは岩田光央、谷山紀章、2HEARTS。
ネオロマンス・ライヴ HOT! 10 Count down Radio II Huu!
前述「ネオロマンス・ライヴ HOT! 10 Count down Radio」の続編で、同じくネオロマンスシリーズの楽曲をランキング形式で紹介しているインターネットラジオ番組。ランティスウェブラジオで2007年5月〜11月に放送された。パーソナリティは岩田光央、小野大輔、2HEARTS、GRANRODEO。
小野坂昌也・竹本英史のネオロマ&無双
ネオロマンスシリーズと無双シリーズ全般、コーエー作品を対象とした番組。文化放送で2010年10月9日から2011年4月2日に放送された。パーソナリティは小野坂昌也、竹本英史。

## 開催イベント
会場のほとんどが横浜国際平和会議場で開催されるが、2009年の遙か十年祭は日本武道館と国立京都国際会館で開催された。作品ごとのオンリーイベントも含む
2000年
- アンジェリーク・メモワール 2000
- ネオロマンス・フェスタ

2001年
- アンジェリーク・メモワール 2001
- ネオロマンス・フェスタ2

2002年
- ネオロマンス・フェスタ3
- ネオロマンス・フェスタ4（横浜、大阪）

2003年
- ネオロマンス・ライヴ 2003 Spring（横浜、大阪）
- ネオロマンス・フェスタ5（横浜、大阪）
- ネオロマンス・ライヴ 2003 Autumn（横浜、大阪）

2004年
- ネオロマンス・フェスタ6 （横浜、大阪）
- ネオロマンス・ライヴ 2004 Summer（横浜、大阪）
- アンジェリーク・メモワール 10th～Sweet Celebration～
- ネオロマンス・フェスタ7

2005年
- ネオロマンス・ライヴ～遙か祭2005～（横浜、大阪）
- ネオロマンス・フェスタ8
- ネオロマンス・アラモード
- ネオロマンス・ライヴ 2005 Winter

2006年
- ネオロマンス・アラモード2
- ネオロマンス・ライヴ in SonyMusic Anime Fes.06
- ネオロマンス・フェスタ 遙か祭 2006
- ネオロマンス・ライヴ 2006 Autumn
- ネオロマンス・フェスタ アンジェ舞踏会

2007年
- ネオロマンス・ライヴ HOT! 10 Countdown Radio ROCKET★PUNCH
- ネオロマンス・ライヴ 金色のコルダ～primo passo～ 星奏学院祭
- ネオロマンス・ライヴ 2007 Summer
- ネオロマンス・フェスタ9
- ネオロマンス・ライヴ HOT! 10 Countdown Radio ROCKET★PUNCH2
- ネオロマンス・アラモード3

2008年
- ネオロマンス・フェスタ 遙か祭2008
- ネオロマンス・ライヴ 2008 Summer
- ネオロマンス・ライヴ ROCKET★PUNCH!3
- ネオロマンス・フェスタ ネオ アンジェリーク 大陸祭典
- ネオロマンス・フェスタ10（横浜、大阪）

2009年
- ネオロマンス・フェスタ 金色のコルダ 星奏学院祭2
- ネオロマンス15周年Special ネオロマンス・ライヴ ～アンジェリーク＆ネオ アンジェリーク～
- ネオロマンス・ライヴ 2009 Summer（横浜、大阪）
- ネオロマンス 15thアニバーサリー
- ネオロマンス スターライト・クリスマス

2010年
- ネオロマンス・フェスタ ～遙か十年祭～（京都、東京）
- ネオロマンス・ファン感謝祭
- ネオロマンス・ライヴ ROCKET★PUNCH!4
- ネオロマンス・フェスタ11
- ネオロマンス・フェスタ 金色のコルダ 星奏学院祭3
- ネオロマンス・アラモード4
- ネオロマンス・イベント 10YEARS LOVE
- ネオロマンス・スターライト・クリスマス2010

2011年
- JAPAN乙女・Festival
- ネオロマンス・フェスタ12
- ネオロマンス・ライヴ 2011 Autumn
- ネオロマンス・フェスタ 遙か祭2011～桜花恋模様～
- ネオロマンス・スターライト・クリスマス2011

2012年
- JAPAN 乙女・Festival2
- ネオロマンス・フェスタ 遙か祭2012
- ネオロマンス・フェスタ13 inviting 戦国無双
- ネオロマンス・フェスタ ～遙かなる時空の中で＆金色のコルダ～
- ネオロマンス・ハロウィンパーティー
- ネオロマンス・フェスタ 金色のコルダ Featuring 神南高校（神奈川県民ホール 大ホール　）
- ネオロマンス・スターライトクリスマス 2012

2013年
- JAPAN 乙女・Festival3
- ネオロマンス・アラモード5 with 下天の華
- ネオロマンス・フェスタ 金色のコルダ ～Featuring 4 school～
- ネオロマンス・フェスタ 金色のコルダ～10th Birthday～
- ネオロマンス・フェスタ 20th Anniversary Eve

## 関連商品
作品ごとの商品については各項目を参照のこと。

### CD
- ネオロマンス・SONGコレクション 〜愛のリズムは終わらない〜
- ネオロマンス トリリオン Splash Summer
- ネオロマンス トリリオン Aromatic Autumn
- ネオロマンス トリリオン Wonder Winter
- ネオロマンス クリスマス

イベントCD
- ネオロマンス・フェスタ　〜僕たちのAnniversary〜
- ネオロマンス・Paradise Cure! 公開まつり♪DVD ＋ 歌＆トークCD付き
- ネオロマンス・イベント テーマソング Promised Rainbow

ラジオCD
- Radioトーク ネオロマンス Paradise Cure! 1
- Radioトーク ネオロマンス Paradise Cure! 2
- Radioトーク ネオロマンス Paradise Cure! 3
- Radioトーク ネオロマンス Paradise Cure! 4
- Radioトーク ネオロマンス Paradise Cure! 5

### DVD
イベントDVD
- ライブビデオ ネオロマンス・フェスタ
- ライブビデオ ネオロマンス・フェスタ in 大阪
- ライブビデオ ネオロマンス・フェスタ2
- ライブビデオ ネオロマンス・フェスタ2 in 大阪
- ライブビデオ ネオロマンス・フェスタ3
- ライブビデオ ネオロマンス・フェスタ4
- ライブビデオ ネオロマンス・フェスタ4 in 大阪
- ライブビデオ ネオロマンス・ライヴ 2003 Spring
- ライブビデオ ネオロマンス・フェスタ5
- ライブビデオ ネオロマンス・ライヴ 2003 Autumn
- ライブビデオ ネオロマンス・フェスタ6
- ライブビデオ ネオロマンス・フェスタ6 in 大阪
- ライブビデオ ネオロマンス・フェスタ7
- ライブビデオ ネオロマンス・ライヴ 2004 Summer
- ライブビデオ ネオロマンス・アラモード
- ライブビデオ ネオロマンス・ライヴ 2005 Winter
- ライブビデオ ネオロマンス・フェスタ8
- ライブビデオ ネオロマンス・アラモード2
- ライブビデオ ネオロマンス・ライヴ 2006 Autumn
- ライブビデオ ネオロマンス・ライヴ 2007 Summer
- ライブビデオ ネオロマンス・フェスタ9
- ライブビデオ ネオロマンス・アラモード3
- ネオロマンス・イベント DVD-BOX
- ネオロマンス・イベント DVD-BOX Vol.2
- ネオロマンス・イベント DVD-BOX Vol.3
- ライブビデオ ネオロマンス・ライヴ 2008 Summer
- ライブビデオ ネオロマンス・フェスタ10
- ライブビデオ ネオロマンス・ライヴ 2009 Summer
- ライブビデオ ネオロマンス 15th アニバーサリー
- ライブビデオ ネオロマンス スターライト･クリスマス
- ライブビデオ ネオロマンス・フェスタ11
- ライブビデオ ネオロマンス アラモード4